# Puebla (město)
Puebla je hlavní město stejnojmenného mexického státu a celkově čtvrté největší město Mexika s přibližně 1,43 milionu obyvatel. Leží zhruba 110 km jihovýchodně od mexického hlavního města Ciudad de México (Mexico City).

## Historie
Město hrálo významnou roli při invazi Španělů do Mexika v 16. století. Bylo založeno roku 1531 s cílem zastínit náboženský vliv předkolumbovské Choluly. V roce 1811 bylo druhým největším mexickým městem. Koncem 19. století jej předstihla Guadalajara. 40 km západně od Puebly se nalézá aktivní sopka Popocatépetl, která je dobře viditelná. Cesta do Mexico City vede přes průsmyk Paso de Cortéz, mezi Popocatepétlem a Iztou.
Protože se v blízkosti města nacházejí tři sopky, La Malinche, Popocatépetl a Iztaccíhuatl, je často postihnuté zemětřesením. Mohutné zemětřesení z roku 1999 poškodilo některé historické budovy a kostely, jenž se dodnes rekonstruují.
Puebla je vyhlášená svou keramikou, původně modrobílou, dovezenou ze Španělska. Dnes se na kachle používá široká škála barev – červené, oranžové, žluté i zelené. Barevné kachle se vyskytují na fasádách i lavičkách. Na zdejším tržišti nedaleko centra lze zakoupit mnoho keramiky různého druhu.
Typickou pochoutkou vyráběnou v Pueble jsou Chiles en nogada, což jsou poblanské papriky plněné masovou směsí se sušeným i čerstvým ovocem (hrušky, jablka, banán, meruňky), dušené v ořechové omáčce se sýrem a zdobené zrníčky granátového jablka. Pokrm je sezónní záležitostí a vaří se pouze od července do září. Další pochoutkou je Mole Poblano, což je kuřecí, krůtí anebo vepřové v omáčce z hořké čokolády, skořice, rajčat a chilli. Celý pokrm je pak posypán sezamovými semínky.

## Partnerská města
- Asunción, Paraguay
- Cádiz, Španělsko
- Cancún, Mexiko
- El Burgo de Osma, Španělsko
- Fás, Maroko
- Lodž, Polsko
- Oklahoma City, Oklahoma, USA
- Pueblo, Colorado, USA
- Rhodos, Řecko
- Talavera de la Reina, Španělsko
- Wolfsburg, Německo
- Xalapa, Mexiko